# Метті Гілі
Меттью Тімоті Гілі (англ. Matthew Timothy Healy, нар. 8 квітня 1989) — англійський співак, пісняр і продюсер звукозапису, головний вокаліст і пісняр інді-поп-рок-гурту The 1975. Він відомий своїм ліризмом, музичною еклектикою, провокаційною манерою поведінки на сцені, і впливом на інді-поп-музику.
Гілі народився в Лондоні та виріс переважно в селі Олдерлі-Едж у графстві Чешир. У 2002 році зі своїми однокласниками у середній школі Вілмслоу створив гурт The 1975. Підписавши контракт з незалежним звукозаписним лейблом Dirty Hit гурт випустив чотири мініальбоми, перш ніж випустити однойменний студійний альбом у 2013. За ним вийшли альбоми I Like It When You Sleep, for You Are So Beautiful yet So Unaware of It (2016), A Brief Inquiry into Online Relationships (2018), Notes on a Conditional Form (2020) і Being Funny in a Foreign Language (2022). Кожен з їхніх студійних альбомів посів перше місце в чарті UK Albums Chart і потрапив у Billboard 200, отримавши високу оцінку критиків і потрапляв до списків найкращих альбомів року і десятиліття за версією багатьох видань.
Гілі активно виступає за права ЛГБТК+ і пом'якшення наслідків зміни клімату. У своїх піснях і виступах він також торкається таких тем, як покоління міленіалів, інтернет-культура, маскулінність, соціальна і політична обстановка. Він є лауреатом чотирьох премій Brit Awards і двох премій Ivor Novello Awards, зокрема як автор пісень року, а також був двічі номінований на премію Mercury Prize і Grammy Awards.

## Раннє життя
Метью Тімоті Гілі народився 8 квітня 1989 р. у Хендоні, північний Лондон. Він син акторів Тіма Гілі та Деніз Велч ; вони розлучилися 2012 року. Обоє батьків мають ірландське походження. Його дід по материнській лінії — драг-квін, а молодший брат Луїс — актор. З двох до чотирьох років жив у Мельбурні, але більшу частину раннього дитинства провів на тваринницькій фермі в Гедлі-он-Гілл, Нортумберленд. Коли йому було дев'ять років, сім'я переїхала в Олдерлі-Едж в графстві Чешир.
Батьки Гілі більшу частину його дитинства працювали акторами на сцені і телебаченні, а його мати стала знаменитістю в підлітковому віці Сам він не цікавився акторською майстерністю, але знімався як статист у телевізійних шоу своїх батьків, зокрема Coronation Street, Byker Grove і Waterloo Road . Його батьки були шанувальниками музики, вони познайомили його з соулом і Motown, а його батько спілкувався з багатьма музикантами, зокрема з Браяном Джонсоном з AC/DC (який став хрещеним батьком Гілі), Ріком Вейкманом з Yes, Марком Нопфлером з Dire Straits і Джеффом Лінном з Electric Light Orchestra. Пітер Гук з Joy Division і New Order був їх сусідом. Хрещений батько його матері, сценарист Ян Ла Френе, познайомив його з Рінго Старром . Першу гітару, на якій грав Гілі, було використано групою Dire Straits для запису пісні «Romeo and Juliet». За його словами, така близькість до музикантів означала, що «можливість стати рок-зіркою була частиною його реальності».
Гілі був тихою дитиною, якій постійно снилися яскраві кошмари. Перша ударна установка з'явилася у нього в п'ять років, до семи років він почав займатися карате, зрештою отримавши чорний пояс у підлітковому віці. Перші дванадцять років свого життя він був єдиною дитиною, «тому було багато відеоігор, багато відеокліпів Майкла Джексона, багато співу і танців для себе і самозабуття». На відміну від свого молодшого брата, Гілі «виріс у тусовочному домі» і згадує, як неодноразово спав у барі лондонського клубу Groucho . Він згадував цей аспект свого дитинства як «захоплюючий», а не як «тривожний». Його батьки обоє мали проблеми з алкоголем, а його мати використовувала кокаїн для самолікування в періоди гострої депресії, зокрема післяпологової.
Гілі здобув приватну освіту в школах Lady Barn House School і King's School, Макклсфілд, з якої був виключений за організацію бійцівського клубу. У 12 років він переміг у конкурсі талантів Королівської школи, виконавши пісні гуртів The La's і Oasis, і сказав місцевій газеті, що сподівається «стати поп-співаком», коли виросте. Потім він перейшов до місцевої загальноосвітньої середньої школи Вілмслоу, де познайомився і подружився зі своїми майбутніми товаришами по групі. Він отримав атестати про повну загальну середню освіту з музики та англійської мови, а потім три місяці навчався в музичному коледжі, після чого покинув навчання. На сайті Академії сучасної музики Гілі вказаний як випускник 2007—2008 років. Багато років потому Гілі назвав школу «нудним нав'язуванням, яке заважає мені бути поп-зіркою».

## Кар'єра

### 2002—2011: Початок і перші роки The 1975

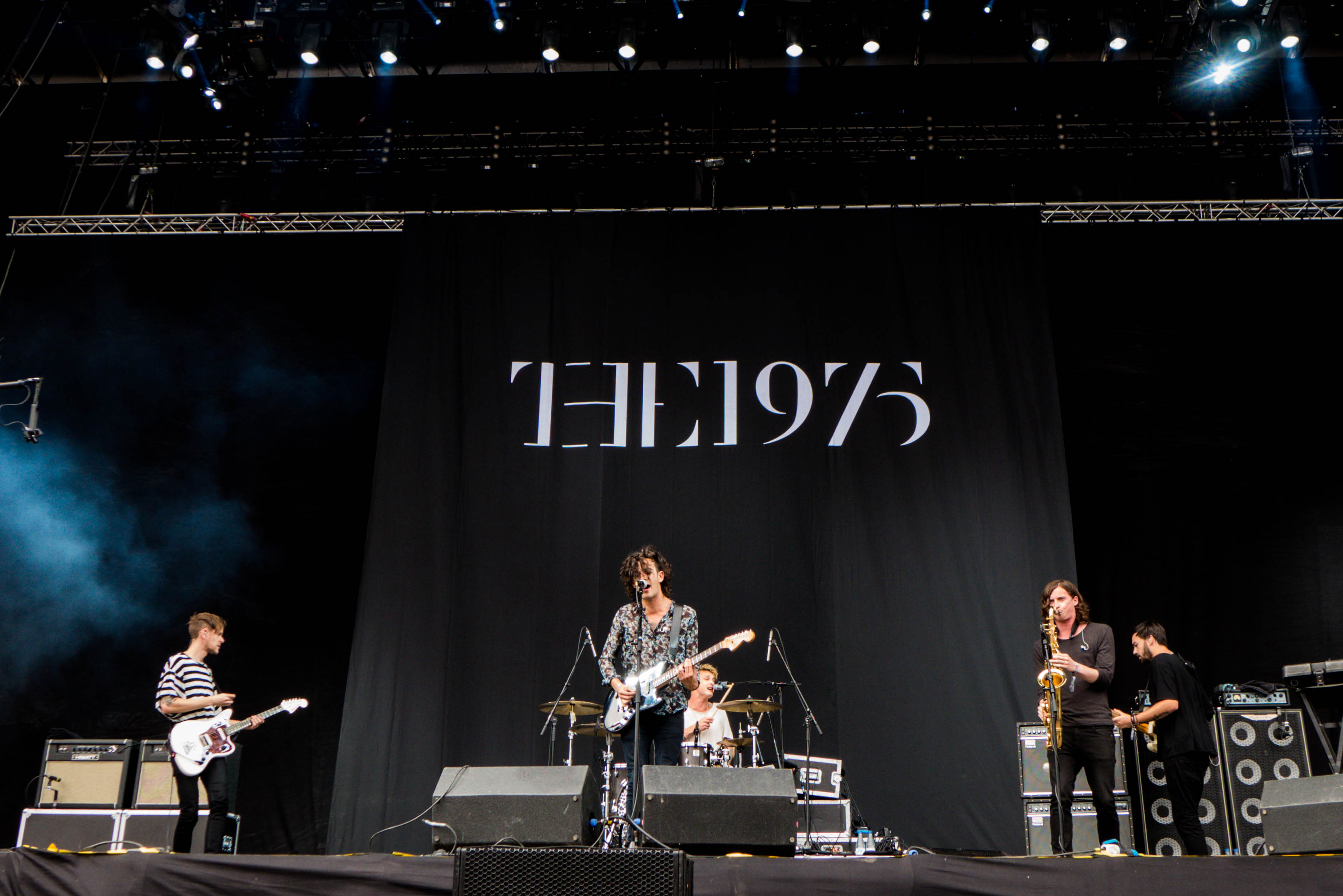
Гілі з The1975 у 2014 році

У 2002 році, у віці 13 років, Гілі був прийнятий Адамом Ханном на посаду барабанщика в групу, яку він створював з Россом Макдональдом у середній школі Вілмслоу . Коли після репетиції з гурту вибув потенційний вокаліст, Гілі також став головним вокалістом. Зрештою він познайомився з Джорджем Деніелом, який став барабанщиком гурту. До створення власної музики гурт виконував пісні в стилі панк та емо, збираючись у шкільному музичному залі та вдома в Гілі. Їх перший виступ перед 200 слухачами відбувся в рамках програми Macclesfield Youth Bands, організованої радою.
Після закінчення школи Гілі переконав своїх товаришів по групі вступити до університетів Манчестера, щоб зберегти гурт. Недовго провчившись у музичній школі, він недовго працював у компанії FatFace, баристою в Caffè Nero та кур'єром у китайському ресторані. Мати Гілі хвилювалася за його майбутнє, але батько «беззаперечно вірив у нього».

### 2012—2014: Сходження до слави
До того як у 2012 р. гурт обрав назву The 1975, він виступав під різними іменами — Talkhouse, The Slowdown, Bigsleep, Drive Like I Do. Гілі розповів, що остаточна назва походить від каракулів на його примірнику роману Джека Керуака "В дорозі ", датованих «1 червня 1975 року».

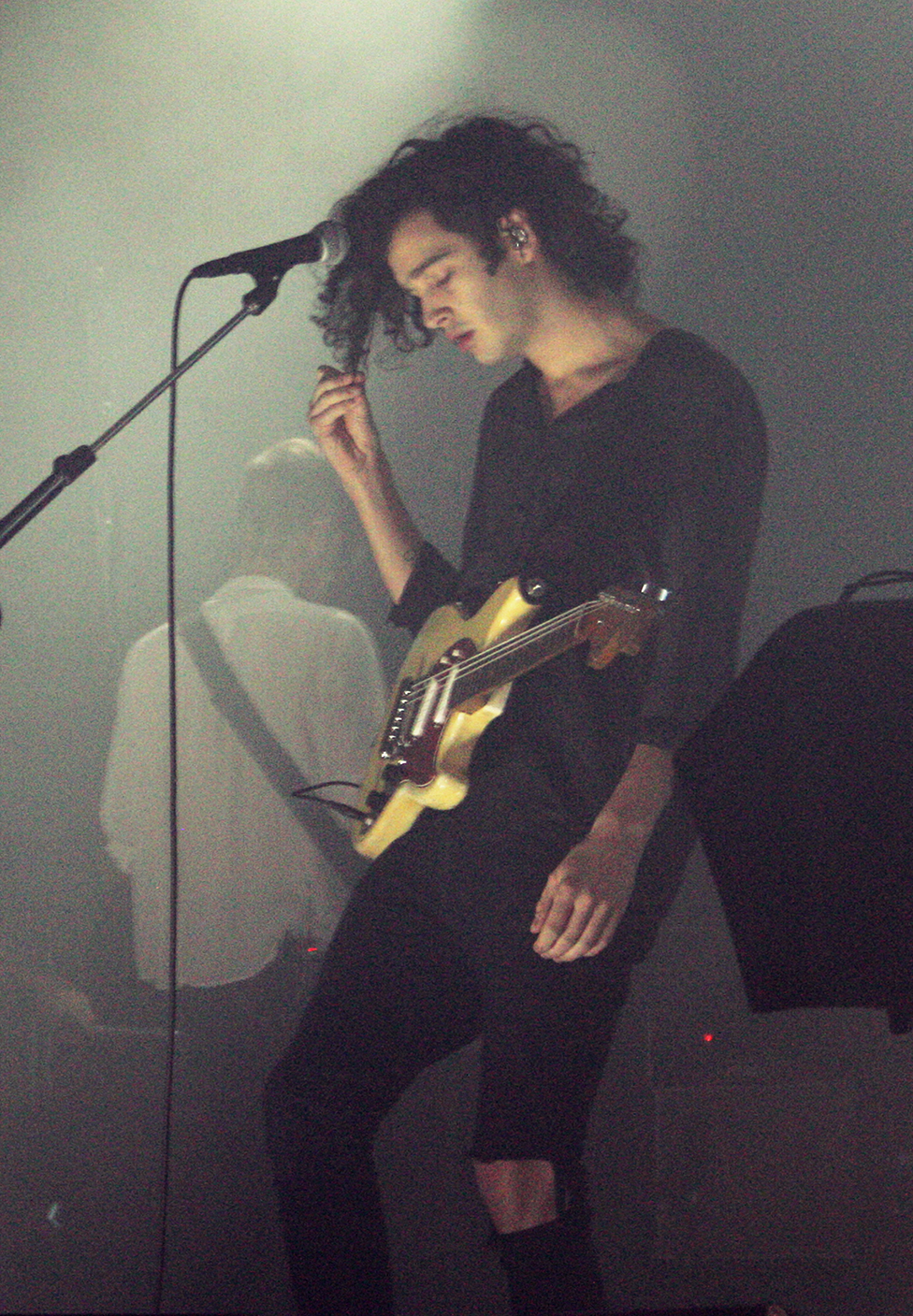
Гілі виступає в Італії в 2014 році

1975 були відхилені всіма великими звукозаписними компаніями, а керівництво було збентежено жанровим підходом групи.
Після кількох років роботи менеджером гурту Джеймі Оборн заснував власний незалежний лейбл Dirty Hit і підписав контракт із гуртом за 20 фунтів. Згодом, з 2012 по 2013 рік, гурт випустив чотири мініальбоми — Facedown, Sex, Music for Cars і IV.
Гурт почав набирати обертів наприкінці 2012 року. Радіодіджей Зейн Лоу, який працював на той час на BBC, дав ефір EP Facedown, на радіо мали успіх пісні «Sex» і «Chocolate», а 2013 року гурт випустив дебютний альбом The 1975. За словами Гілі, альбом був натхненний Джоном Г'юзом і замислювався як «майже саундтреком до наших підліткових років». Альбом посів перше місце в чарті UK Album Chart. Гурт розпродав три концерти в лондонській Brixton Academy, підтримав The Rolling Stones у Гайд-парку і виступив на сцені Pyramid Stage на фестивалі Glastonbury.

### 2015—2017: Прорив
У 2018 році гурт анонсував свій другий альбом «I Like It When You Sleep, for You Are So Beautiful yet So Unaware of It». Він посів перше місце в чарті альбомів Великобританії, а також очолив Billboard 200.
Вони презентували лід-сингл «Love Me», одночасно запланувавши тур на підтримку в Європі, Північній Америці та Азії. Прем'єра другого синглу «UGH!» відбулася 10 грудня на Beats 1. Третій сингл альбому " The Sound " дебютував на BBC Radio 1 14 січня 2016 року Перед виходом альбому 1975 випустили четвертий сингл " Somebody Else " 15 лютого на Beats 1. Прем'єра «A Change of Heart» відбулася на Radio 1 22 лютого, за чотири дні до виходу альбому. Їхній виступ на фестивалі Гластонбері в 2016 році отримав високу оцінку, а NME назвав Гілі «найкращою новою поп-зіркою Британії».
Алексіс Петридіс з The Guardian високо оцінив «дотепний самоаналіз і самокритичність» Гілі, наголосивши, що він «вміє знаходити прозові деталі, які підривають галасливу атмосферу самовдоволення». Альбом досяг першого місця у Великій Британії та США, отримав номінації на премії Греммі та Brit Award, а також потрапив у шорт-лист премії Mercury Prize .
Гілі виступив режисером кліпу на сингл Pale Waves " Television Romance ", співпродюсером якого він також виступив.

### 2018—2021: Схвалення критиків
A Brief Inquiry into Online Relationships — третій студійний альбом гурту, номінований на Mercury Prize за яким 2020 року пішов альбом Notes on a Conditional Form; обидва альбоми очолили чарт альбомів Великобританії .

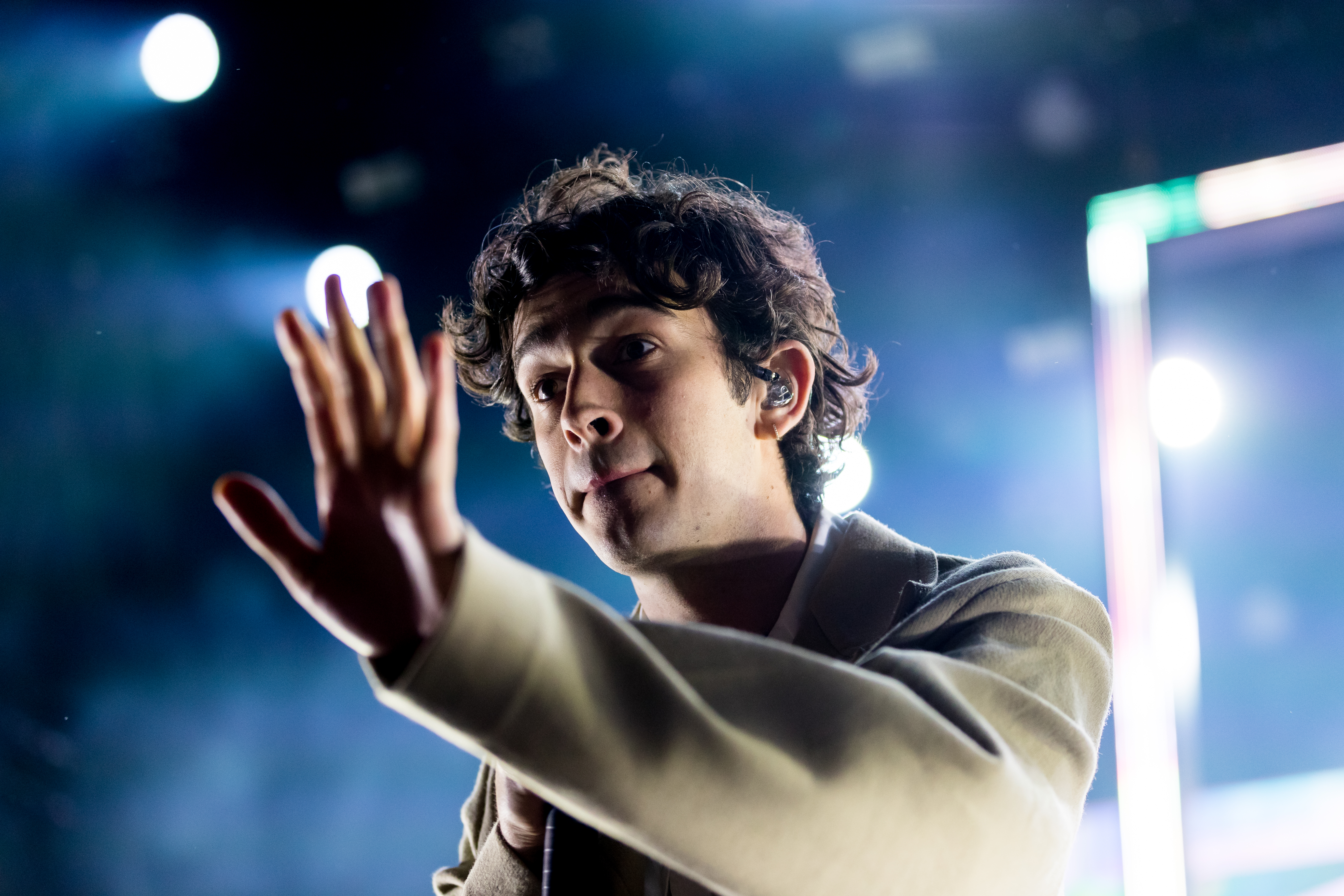
Гілі виступає у Німеччині в 2019 році

У 2019 році Гілі отримав номінацію на премію «Греммі» в категорії «Найкраща рок-пісня» за композицію «Give Yourself A Try» із їхнього третього студійного альбому «A Brief Inquiry into Online Relationships» . Альбом також отримав премію Brit Award в номінації «Британський альбом року». У 2020 році гурт отримав нагороди «Гурт десятиліття», «Найкращий британський гурт» і «Новатор» на NME Awards .
Пісня Гілі, яка отримала найбільше визнання критиків, — це пісня " Love It If We Made It ". Текст пісні натхненний таблоїдними заголовками статей, що висвітлюють суспільно-політичні події того періоду, такі як жорстокість поліції, Black Lives Matter («продають меланін, а потім душать чорношкірих»), смерть Алана Курді та криза біженців у Європі («пляж із потопаючими трирічними дітьми»), протест Коліна Каперніка, протест проти расової несправедливості в США («став на коліна на полі»), дослівні цитати Дональда Трампа (" I moved on her like a bitch "), а також прямі цитати з твітів Трампа («дякую, Каньє, дуже круто») і цитата з футболки президентської кампанії Трампа («на х*й ваші почуття»). У пісні також згадується політика постправди, економіка уваги, тюремна систему в США, інформаційне перенавантаження і смерть репера Lil Peep . Гілі охарактеризував пісню як «монтаж для часу, але це не змінить час. Вона не пропонує рішення». Слова пісні принесли Гілі нагороду за найкращу сучасну пісню на церемонії вручення премії Ivor Novello 2019, де він також був нагороджений як «Автор пісень року».
Гілі та Джордж Деніел виступили співпродюсерами мініальбому No Rome RIP Indo Hisashi, який вийшов у серпні 2018 року. У 2021 році він і Деніел спродюсували сольний мініальбом Beabadoobee Our Extended Play, який вийшов у березні 2021 року. У жовтні 2021 року Гілі виступив як запрошений гість для своєї подруги Фібі Бріджерс у Грецькому театрі в Лос-Анджелесі в межах її туру Reunion Tour, де вони вперше виконали дуетом пісню The 1975 " Jesus Christ 2005 God Bless America ".

### 2022–нині: подальший успіх
У 2022 році Гілі спільно і Джеком Антоноффом написав і спродюсував п'ятий студійний альбом The 1975 «Being Funny in a Foreign Language». Він дебютував під номером 7 у Billboard 200 США, а також у топ-10 у Новій Зеландії, Японії, Канаді та Нідерландах. За роботу над альбомом він був номінований на «Альбом року» на Brit Awards 2023, «Автор пісні року» на церемонії Ivor Novello Awards і став переможцем у номінації «Британський рок/альтернативний виконавець» на церемонії вручення премії Brit Awards 2023 .

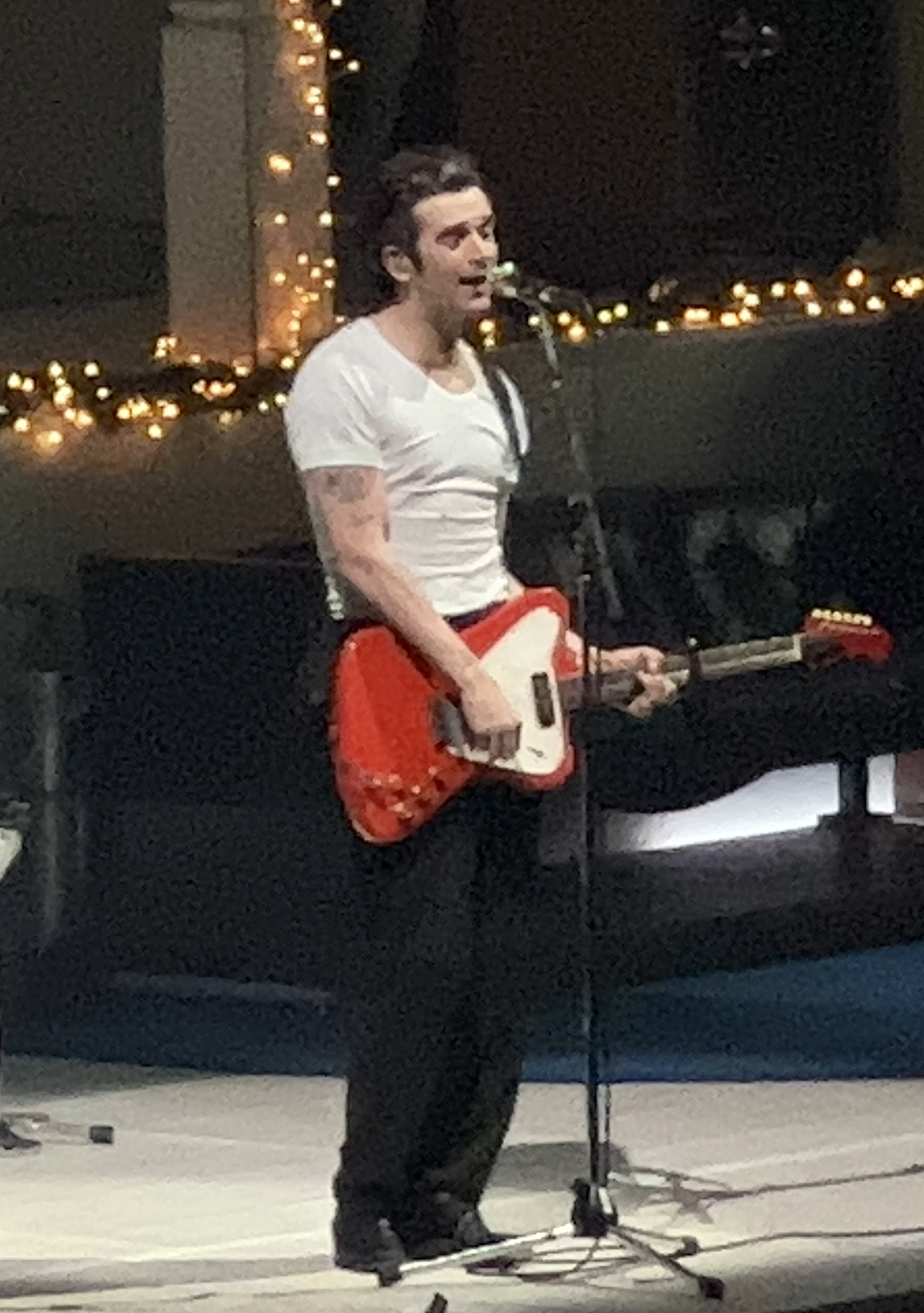
Гілі виступає в США у 2022 році

У квітні 2023 року гурт випустив альбом Live with the BBC Philharmonic Orchestra, який сягнув другого місця у Великій Британії. На підтримку нового альбому Гілі вирушив у світове турне під назвою At Their Very Best. Концертний сет містив у собі будинок у натуральну величину, а також два окремі акти й оповідну інтермедію: спочатку шоу, а потім концерт. Шоу-частина, в якій Гілі виступив як сценарист і режисер, отримала одностайне схвалення критиків, отримавши п'ятизіркові рецензії від Rolling Stone, NME, The Observer, The Telegraph, Evening Standard, і Metro . та інших видань. У рецензії на тур Rolling Stone написав: «Гілі та компанія встановили надзвичайно високу планку для інших концертів цього року. Частково перформанс, частково рок-шоу, і все це підкріплено одними з найкращих поп-пісень, що з'явилися за останнє десятиліття. Цей концерт має вважатися визначальним зразком того, як треба робити концерти на арені»
У 2022 році композиція «Sleep Tight», написана Гілі і Робом Мілтоном, була випущена Холлі Хамберстоун у квітні 2022 року, а дві композиції, написані Гілі, «Pictures of Us» і «You're Here That's the Thing», увійшли до альбому Beabadoobee Beatopia в липні 2022 р. Крім того, Гілі написав у співавторстві з Льюїсом Капальді невидану пісню для його альбому Broken by Desire to Be Heavenly Sent, а також працював з Тейлор Свіфт над матеріалом для її альбому 2022 року Midnights .
У серпні 2023 року Гілі та гурт втретє стали хедлайнерами фестивалів у Редінгу та Лідсі з «Виступом до 10-ї річниці» свого однойменного дебютного альбому, випущеного в 2013 році.

## Артистизм

### Вплив

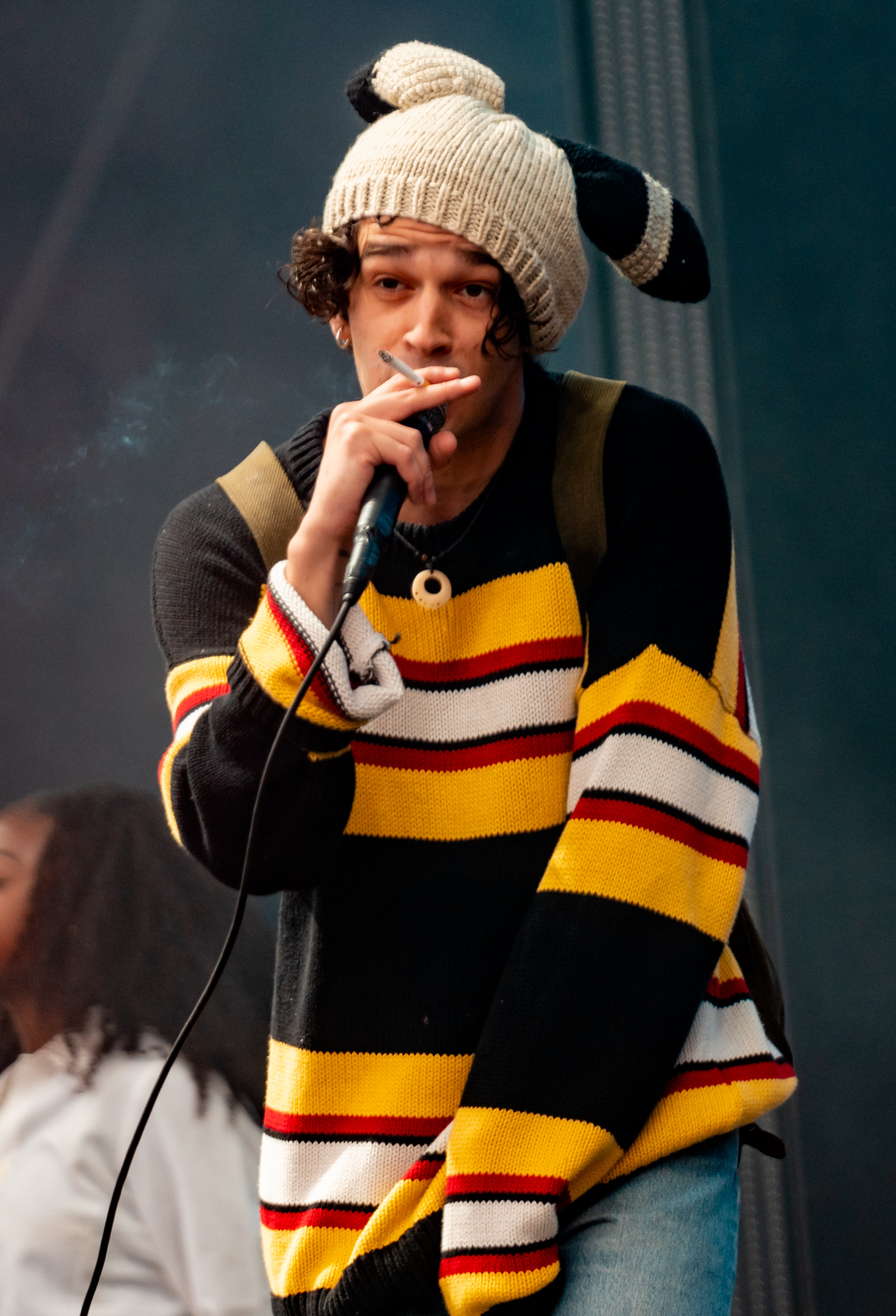
Гілі виступає в Польщі в 2019 році

Шоу Майкла Джексона HIStory на Wembley Arena у 1996 році став першим концертом Гілі, і він описав його як «одну з найбільш пам'ятних і важливих подій у моєму житті». Він назвав The Streets виконавцем, завдяки якому він зрозумів, що «[він] збирається створити гурт». Пісня " All My Friends " від LCD Soundsystem — це його «вічна пісня», і він намагається повторити її «технічно» і «емоційно» протягом усієї своєї кар'єри.
Гілі завжди приваблювала музика 80-х, «коли поп-зірки не були так обтяжені самосвідомістю. Я знаю, що в цей час був свій занепад, але в цих записах є справжня свобода» Коли гурт записував свій дебютний альбом, вони намагалися передати настрій фільму Джона Г'юза — «апокаліптичне відчуття підліткового віку».
У 2013 р. Гілі перерахував десять своїх улюблених альбомів у журналі Louder Than War . Крім згадок The Streets і Майкла Джексона, Гілі згадав альбоми Glassjaw, My Bloody Valentine, Alexander O'Neal, The Jesus and Mary Chain, Hundred Reasons, Carole King, Peter Gabriel і James Taylor .
У 2020 році Гілі записав серію подкастів, в яких брав інтерв'ю у своїх музичних героїв; він спілкувався зі Стіві Нікс, Браяном Іно, Стівом Райхом, Кімом Гордоном, Майком Кінселлою, Конором Оберстом і Боббі Гіллеспі . Гілі також зазначив, що на нього вплинули The Blue Nile, Talking Heads і Sigur Rós .
На Гілі також вплинули такі літературні діячі, як Джоан Дідіон, Джек Керуоак, Шеймус Гіні та Артур Рембо.

### Голос
Гілі володіє теноровим діапазоном вокалу, з хрипотою від куріння сигарет. Джіа Толентіно з журналу The New Yorker писав, що у Гілі «мінливий голос», в якому «він і співає, і голосить, і кричить, і бурмоче, відтіняючи свою промову різноманітними образами». Його голос також описують як «гнучкий», «мелодійний» і «завжди сирий, з емоціями».

### Написання пісень
Шаблон:The 1975Лірика Гілі відома своєю дотепністю, гумором і самосвідомістю. Його музичний еклектизм супроводжується текстами, що є «складними, розумними, такими, що запам'ятовуються» потоками свідомості та скоромовками, а також «актуальними, явними та невтомно самореферентними». Clash зазначив, що «один тільки ліризм Гілі ставить його на щабель вище майже всіх його однолітків», а NME заявив, що він «безперечно, один з найкращих словесників цього покоління». Газета «Гардіан» охарактеризувала його як поета-прозаїка, а Consequence оголосила його «рок-лауреатом поезії про розбиті серця, про дорослішання і про те, як усе зіпсувати».

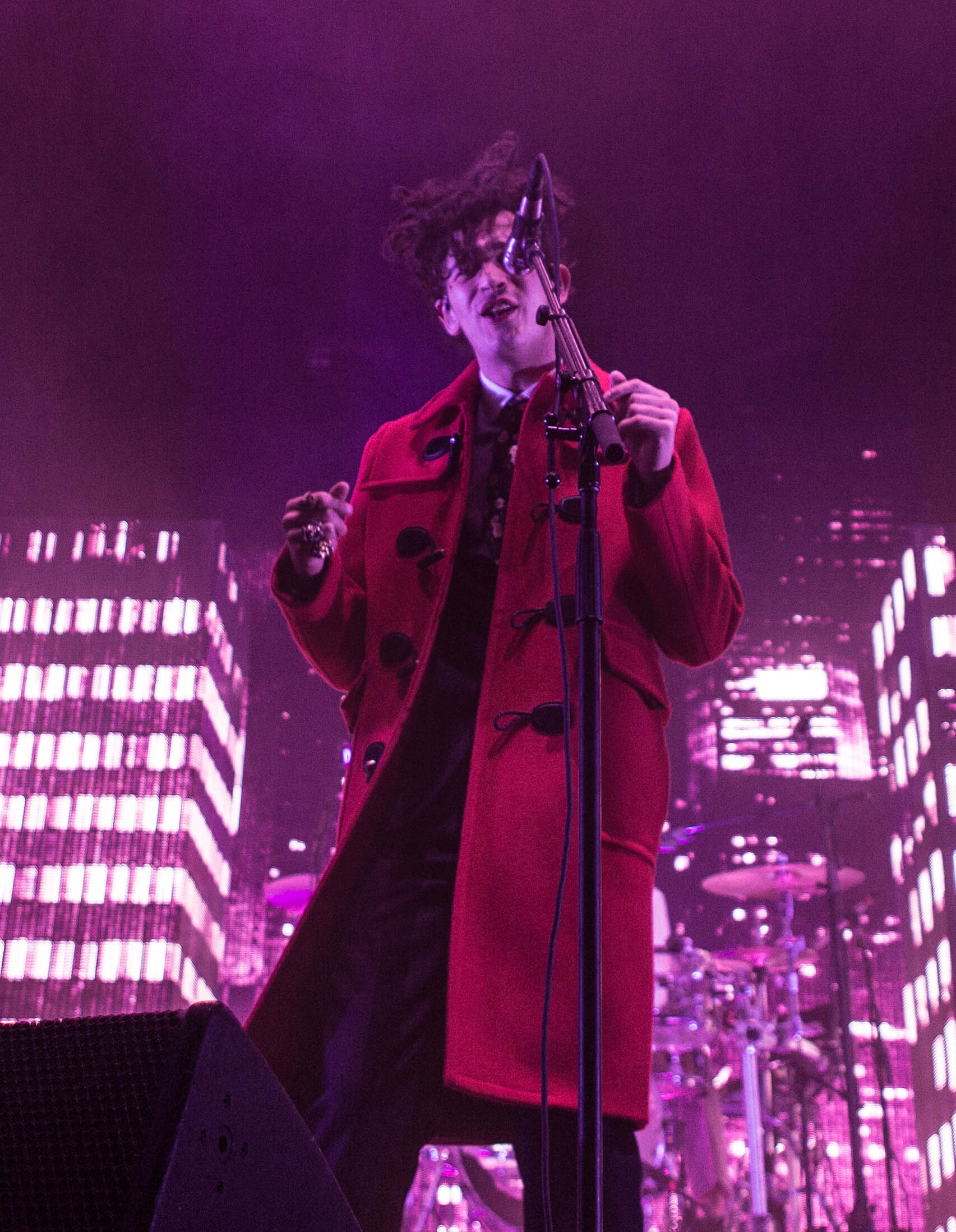
Гілі виступає в США в 2016 році

Гілі заявив, що раніше вважав себе біт-поетом, а потім описав свою роботу як «кураторство мого життя через музику». NPR зазначає, що він «довгий час ставився до написання пісень для The 1975 як до свого щоденника». Гілі часто пише про покоління міленіалів, маскулінність, поточні події, а також про власне життя та стосунки. Він також написав пісні про зловживання наркотиками, зокрема " Chocolate " і " It's Not Living (If It's Not with You) ", пісню про свою героїнову залежність і одужання. Пісня " Ballad of Me and My Brain " присвячена його психічному здоров'ю. Він охарактеризував свою співпрацю з колегою по групі Деніелом як " симбіотичну ": «У нас спільний музичний словник. Навіть якщо ми обидва працюємо віддалено, ми працюємо разом». Деніел назвав себе «основним продюсером», а Гілі — «основним автором пісень» гурту.

### Стиль виконання
BBC назвала Гілі «одним із найбільш культових фронтменів свого покоління». The Telegraph назвала його «чарівною рок-зіркою, талановитим мультиінструменталістом… Від його самозабутніх текстів і розкутої сценічної майстерності важко було відірвати погляд». The Guardian назвала його «одним із найпривабливіших провокаторів у музиці завдяки його незмінній харизмі, відвертості та іскрометному самоаналізу поп-року 80-х років».

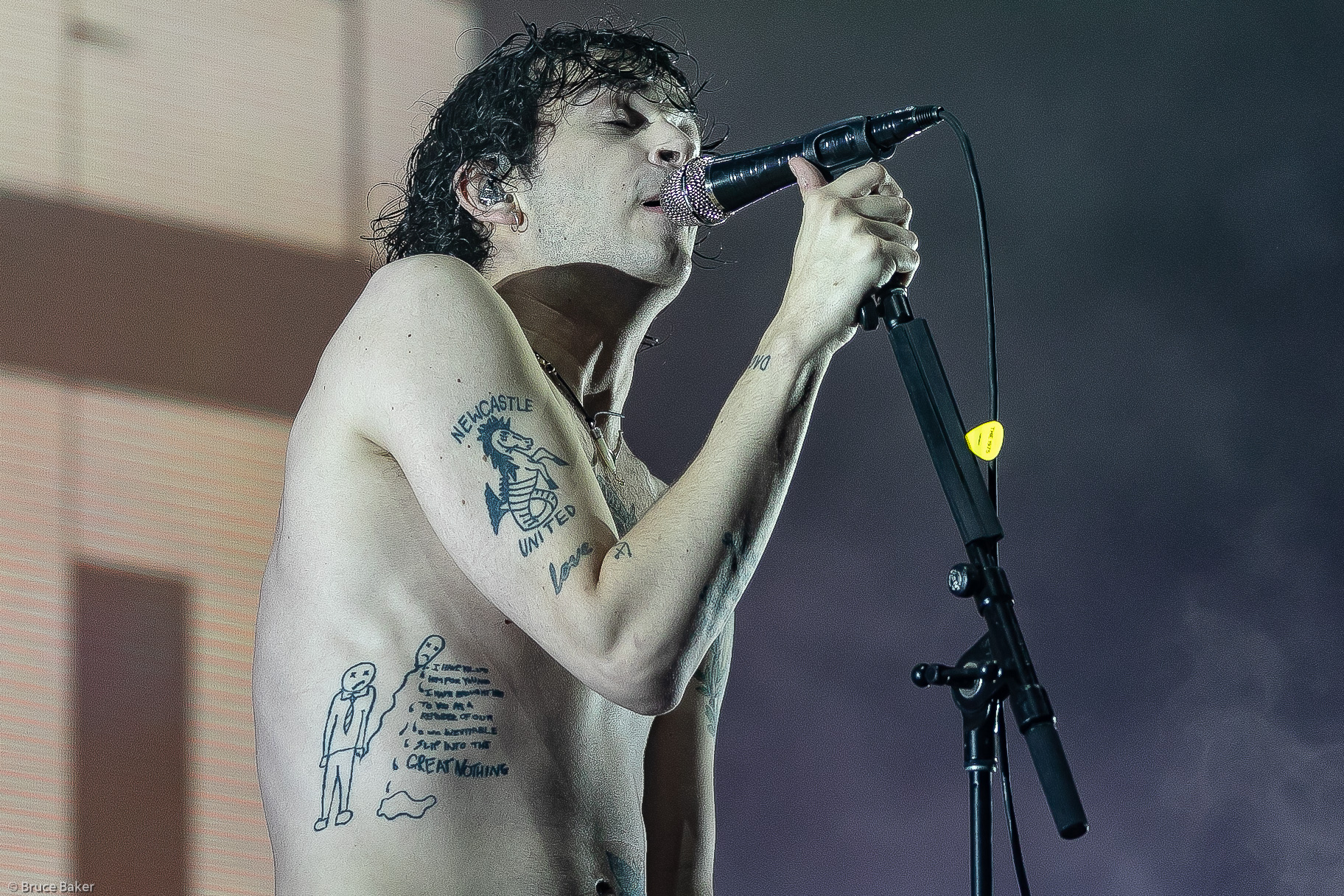
Гілі виступає в Австралії у 2020 році

Billboard охарактеризував Гілі як «рок-зірку для покоління, яке занадто освічене, щоб вірити в рок-зірок», зазначивши, що «на сцені він деконструює свій власний виступ у процесі справи». Журнал Rolling Stone назвав його «виконавцем, який з однаковою вірогідністю може з'явитися на сцені як у безрозмірній куртці та тюлевій спідниці, так і без сорочки та у вузьких джинсах». Гілі заявив, що коли він «на сцені, шоумен у ньому бере гору», і він відомий тим, що на концертах він палить, п'є з пляшки червоного вина і фляжки. Під час виступів він грає персонажа, кажучи: «Я трохи зображую Джима Моррісона, але я знаю, що ви знаєте, що я знаю, що це несправжнє».

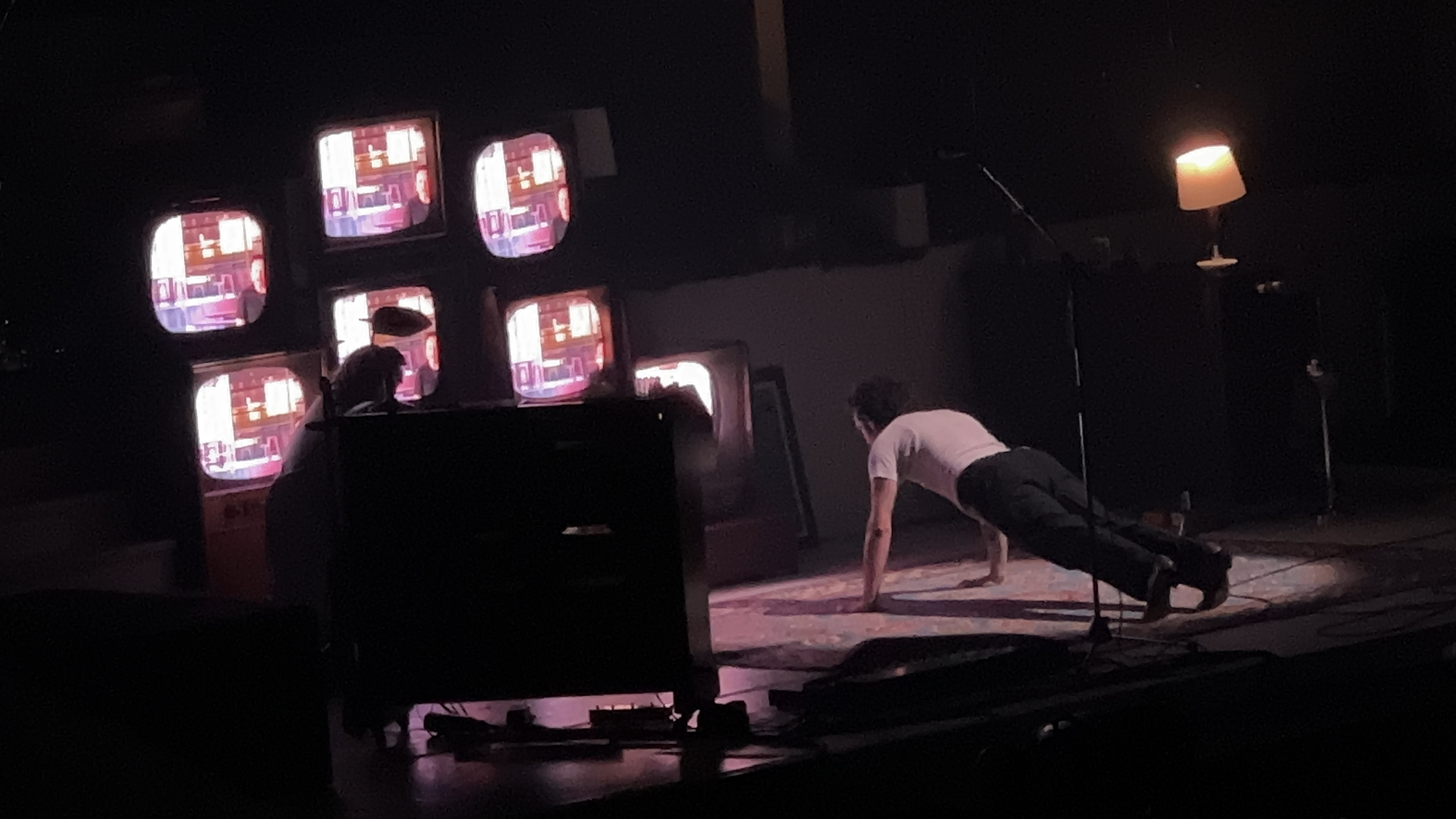
Гілі робить віджимання під час виступу в рамках концертного туру The 1975 «At Their Very Best».

Світове турне The 1975 At Their Very Best у 2022 та 2023 роках, сценаристом і режисером якого став Гілі, містив коментар до сучасної маскулінності: «Це про те, що якщо ти самотній хлопець і провів рік або близько того на самоті в Інтернеті, ти божеволієш. Це шоу про те, як подивитися на мужність, як стати знаменитим. Воно про те, що таке справжнє, що таке щире і нещире» The Observer назвала шоу «частково перформансом, частково театральною постановкою, частково фільмом Чарлі Кауфмана про рок-зірку в кризі». Ролики з шоу стали вірусними в TikTok та інших соціальних мережах, що спричинило широке висвітлення в ЗМІ його дій на сцені, де його називали то «запеклим мерзотником», то «чутливою бруднулею». У рецензії Rolling Stone на цей виступ журнал зазначив, що Гілі представив «підривний і сюрреалістичний погляд на сучасну мужність, [який] за умови ізольованого розгляду в соціальних мережах повністю відсутній». У виставі він їв сирий стейк, зображував мастурбацію і виконував 20 віджимань підряд. Під час американської частини туру Гілі зробив татуювання на сцені з написом «iM a MaN». Крім того, під час виконання пісні «Robbers» Гілі запрошував як чоловіків, так і жінок поцілувати його, а одного разу посмоктав великий палець фаната

## Спадщина

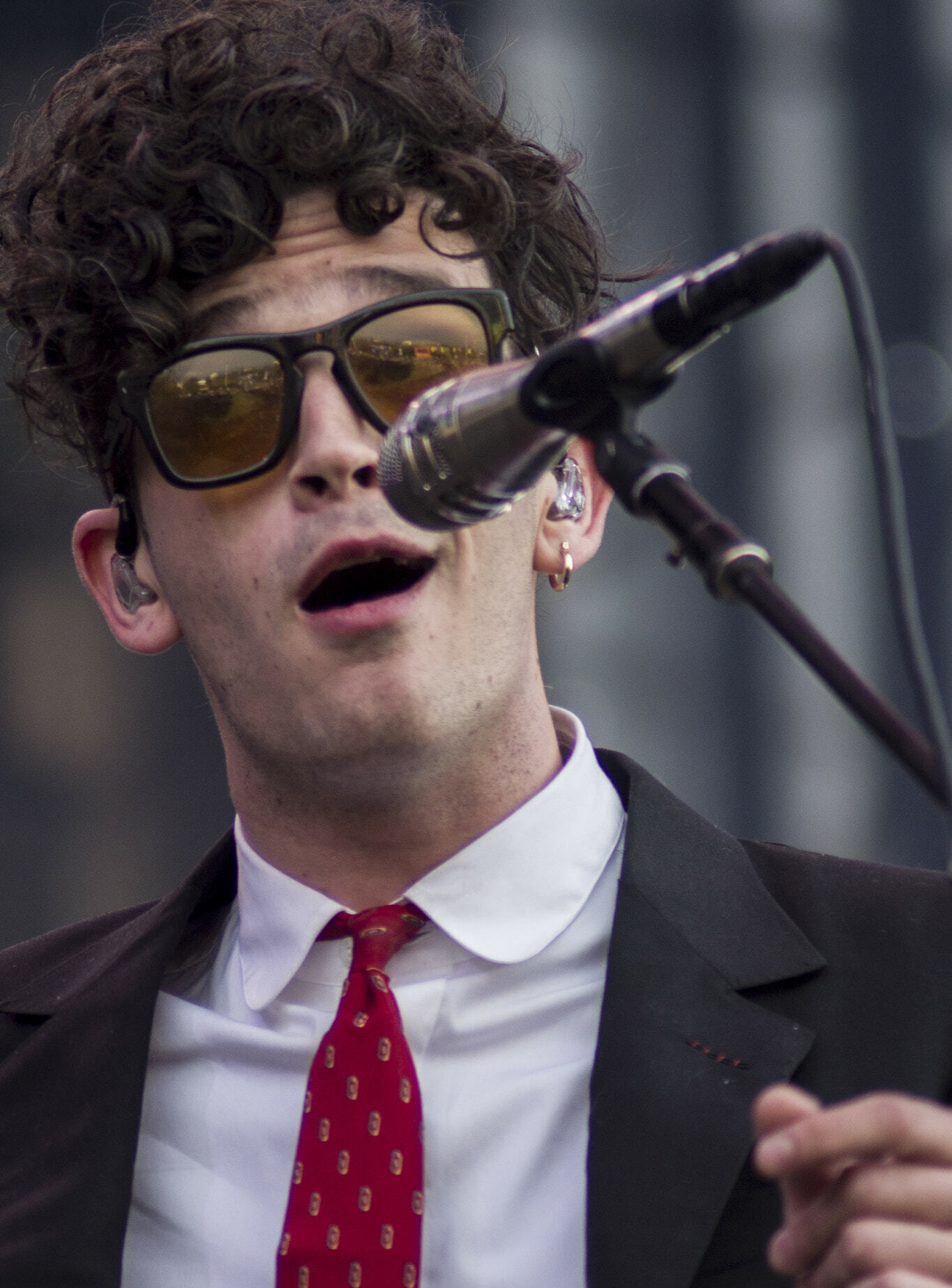
Гілі виступає в Чилі в 2017 році

Гілі вплинув на багатьох музичних виконавців і надихнув кількох співаків і авторів пісень. Chicago Tribune описує його як «одного з найвпливовіших мистецьких лідерів молодого покоління». Біллі Айліш сказала, що Гілі був для неї раннім джерелом натхнення: «Його шоу — це друге шоу, на яке я пішла у своєму житті. Він багато чого змінив у моїй сутності, в тому, як я пишу музику». Льюїсу Капальді особливо імпонує «самосвідомість» Гілі, і він «заздрить» його здатності писати гумористичні тексти: «Він неймовірний, я його просто обожнюю». Сем Фендер у 16 років виграв конкурс вокалістів, де Гілі був суддею, і через роки сказав: «Щоразу, коли я бачу Метті, я не можу втриматися від того, щоб не зафанатіти від нього».
Стіві Нікс назвала слова Гілі до пісні «She's American» поезією, а Браян Іно сказав Гілі, що «Love It If We Made It» — це та політична пісня, яку він хотів би написати. Лорд описала " Somebody Else " як пісню, яка «дійсно вплинула на Melodrama. Вона вплинула на тони, кольори та емоції». Шон Мендес назвав Гілі «найкращим фронтменом», якого він коли-небудь бачив, і заявив, що третій альбом послужив натхненням для його синглу " If I Can't Have You ". Мішель Заунер, «давня прихильниця The 1975», назвала його «ідеальним фронтменом» і захоплюється його ліричною здатністю «створювати щось переконливе, глибоке і розумне, але при цьому бути на межі того, щоб люди його зненавиділи».
Мік Джаггер, Тейлор Свіфт, Кіт Урбан, Ед Ширан, Гаррі Стайлз, Хейлі Вільямс, Фібі Бріджерс, Чарлі XCX, Айс Спайс і Сабріна Карпентер є відомими шанувальниками його творчості.

### Healywave
Вплив Гілі і The 1975 на інді-поп-сцену було названо NME «Healywave». Описуючи «спритно вищипані, приглушені долонею гітарні лінії, що стрибають, скачуть і скачуть по мерехтливих поп-синтезаторах і емо-ліриці третьої хвилі», The Big Issue додає, що це «мрійливий підхід до поп-року вісімдесятих». До числа виконавців «Healywave», названих NME, входять, зокрема, Pale Waves, Fickle Friends і the Aces. Гілі також був наставником таких виконавців, як No Rome, Beabadoobee, The Japanese House і Heather Baron-Gracie, і співпродюсером їхніх ранніх робіт.
У 2021 р. співачка з Ессекса Джорджія Твінн випустила сингл «Matty Healy», який Clash описав як «потужний альт-поп-бенгер», що спирається на «глянцеві вібрації Healywave». У 2023 році співак Нокс з Нашвілла випустив поп-рок трек «Not The 1975», натхненний коментарем жінки «Це круто, але ти не Метті Гілі», після того як він сказав їй, що він музикант.

## Політика та активізм

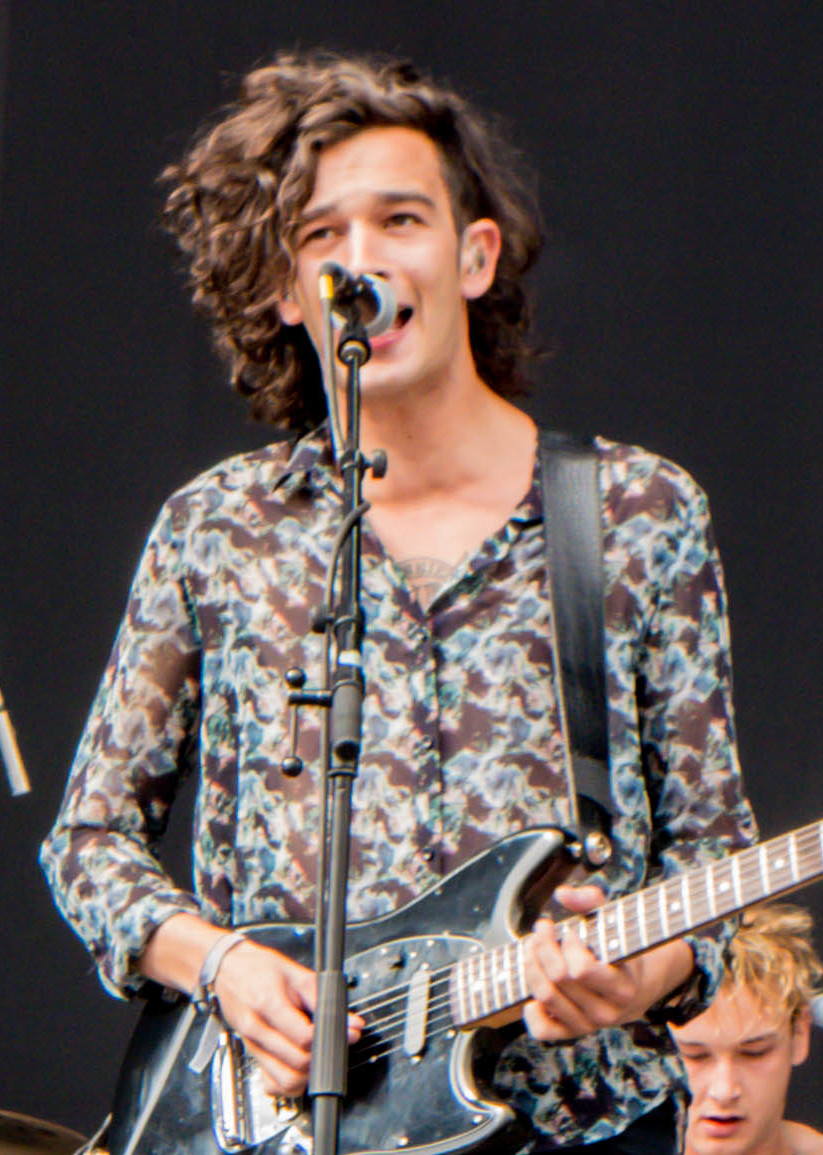
Гілі виступає в Іспанії в 2014 році

Гілі вважає себе лібералом і традиційним прогресистом і від початку своєї кар'єри відкрито виступає на підтримку прогресивних ідей. До 2022 р. Гілі, який підтвердив, що він «безперечно лівий», почав «з підозрою ставитися до woke -изму як життєздатного світогляду чи способу покращити ситуацію» і хотів донести до молодих прихильників небезпеку надто жорстких моральних стандартів: «Ви робитимете помилки, ви ображатимете людей, ви робитимете речі, які деякі люди сприйматимуть як гнилі. Саме ці стандарти я і намагаюся зруйнувати. Я просто хлопець, як і ви». «Я не боюся вибачитися чи змінити свою думку публічно. . . Я можу знати лише певну кількість речей, і якщо одна з них неправильна, що я можу зробити? Мені потрібно вирости і сказати: „Це було нерозумно“, і що я шкодую».

У 2017 р. Гілі публічно закликав голосувати за лейбористів, незважаючи на те, що він не знає, «як використовувати [свою] „платформу“ для стимулювання демократії». Перед загальними виборами у Великій Британії у 2019 році він не став публічно підтримувати лейбористів, а пізніше заявив, що «розчарований. Мені не подобається Джеремі Корбін, мені не подобається Борис Джонсон, я не довіряю жодному з них». У 2023 році Гілі розкритикував «апатію лівих» у сучасній британській політиці: « Лейбористська партія тут навіть не може підтримати страйки залізничників і докерів». Виступаючи на сцені того ж року, Гілі закликав глядачів не піддаватися демонізації страйкарів. Виступаючи в Шотландії в січні та травні, Гілі висловився на підтримку незалежності Шотландії .
Виконуючи на сцені пісню The 1975 "Loving Someone", Гілі регулярно перед піснею дає коментарі щодо соціальних питань ; ця пісня присвячувалася жертвам стрілянини в нічному клубі Орландо в 2016 році, використовувалася для вираження солідарності з чорношкірими, мусульманами та геями після результатів виборів у США 2016 року, використовувалася для засудження «регресивних ідеалів» Brexit, а також присвятили жителям Манчестера та Лондона після теракту на Манчестер Арені 2017 року .

### Права ЛГБТК+

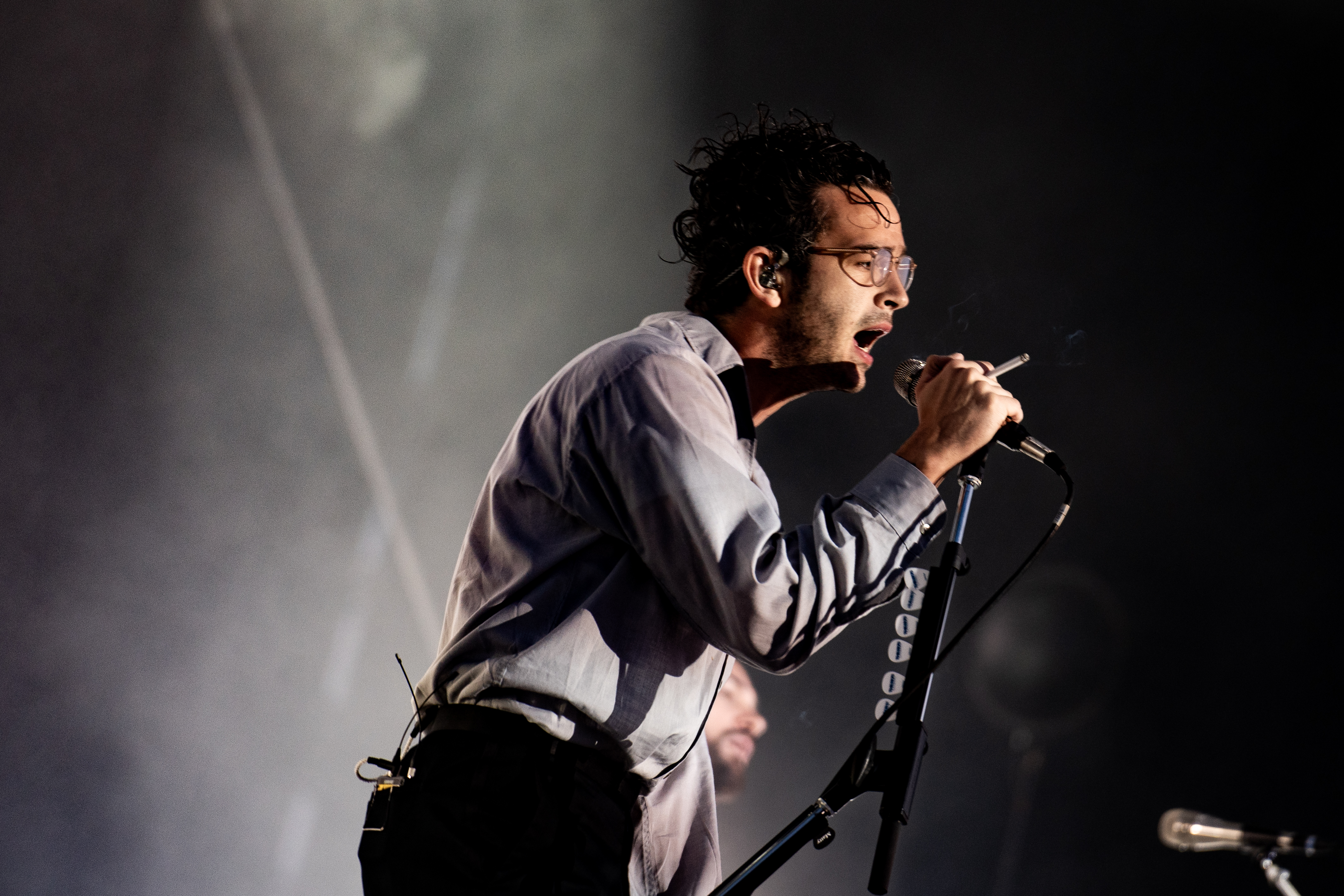
Гілі виступає в Німеччині у 2023 році

Гілі є активним захисником прав ЛГБТК+ . У 2018 році Гілі та його колеги по групі зробили, на думку The Guardian «значну» пожертву на користь лондонського центру ЛГБТК+ спільноти. У червні 2019 р. Гілі отримав премію «Союзник року» на церемонії Diva Awards за використання своєї платформи для просування прав ЛГБТК+. У 2019 р. він з'явився на обкладинці журналу Attitude ’s Allies Issue. У грудні 2022 р. він виступив на 8-му щорічному благодійному шоу Ally Coalition на підтримку молоді ЛГБТК+.
У серпні 2019 р. Гілі заборонили в'їзд у Дубай після того, як він продемонстрував прапор гордості й поцілував на сцені шанувальника-чоловіка на знак протесту проти анти-ЛГБТ-законів Дубая, що карається десятьма роками в'язниці. У 2023 р. Гілі та іншим учасникам гурту The 1975 було заборонено в'їзд до Малайзії, і влада змусила їх достроково припинити виступ на фестивалі Good Vibes Festival після того, як він розкритикував широко поширені в країні закони проти ЛГБТ та поцілував на сцені свого товариша по гурту Росса Макдональда. Гілі заявив, що він "зробив помилку. Коли ми бронювали шоу, я не звернув на це уваги. [. . . ] Тому я скасував учорашнє шоу, і в нас відбулася розмова, ми сказали: «Знаєте що, ми не можемо підвести дітей, тому що вони — не уряд» Згодом організатори скасували решту триденного фестивалю за розпорядженням уряду, посилаючись на те, що «неоднозначна поведінка і висловлювання Гілі суперечать традиціям і цінностям місцевої культури». Акцію протесту зустріли як критикою, так і похвалою. Правозахисник і ЛГБТ-активіст Пітер Тетчелл, який писав для The Guardian, зазначив, що критика на адресу Гілі та групи "відволікає увагу від того, куди критика має бути спрямована насамперед: проти гомофобії режиму Куала-Лумпура ". Він також висловив думку, що Гілі не є білим рятівником, який виявляє солідарність зі спільнотою, оскільки «права квірів є універсальним правом людини, а не західним».

### Пом'якшення наслідків зміни клімату

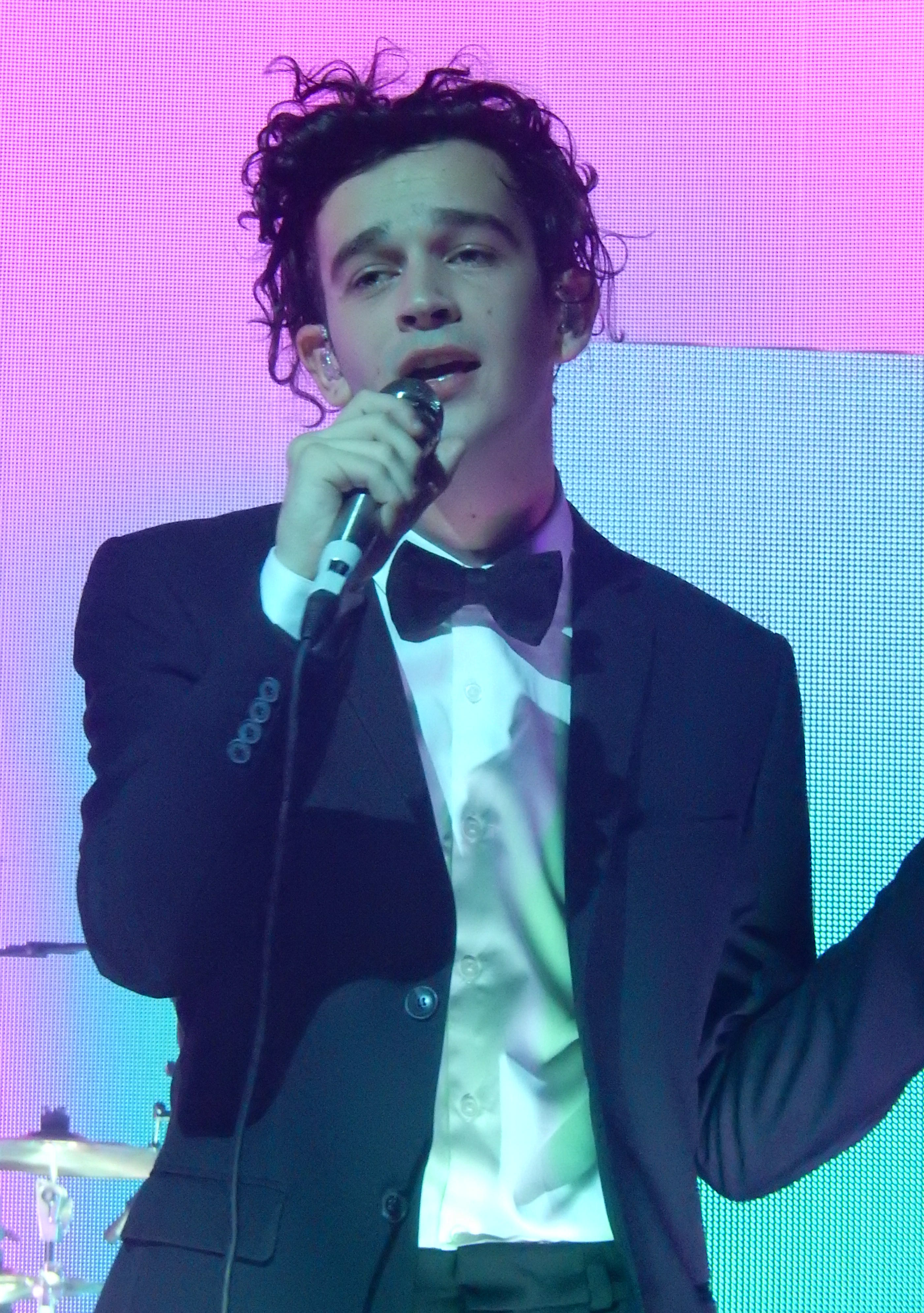
Гілі виступає у Великобританії в 2016 році

Гілі відкрито висловлюється з питань зміни клімату . У 2020 році він запросив Грету Тунберг записати промову про зміну клімату для треку The 1975. Консервативний депутат Девід Дейвіс звинуватив Гілі в «лицемірстві», враховуючи його гастрольний графік, але Гілі відповів на це: «Ідея про те, що ніхто не повинен нічого говорити або намагатися допомогти, якщо вони ще не зрозуміли на 100 %, як стати вуглецево-нейтральним разом з усім іншим світом, — це дійсно нелогічний підхід до проблеми».
Під час гастролей The 1975 користується послугами компанії, що займається «еко-менеджментом»; у рамках туру Music for Cars за кожен проданий квиток садять дерево, харчування команди є екологічно чистим, немає пластику, а на кожному майданчику облаштовано зону, де люди можуть дізнатися про «правильну переробку відходів».

### Гендерні проблеми
Гілі відкрито висловлювався про права жінок, особливо щодо музичної індустрії. У 2018 р. Гілі вибачився, заявивши, що «причина, через яку мізогінія більше не зустрічається в рок-н-ролі, полягає в тому, що це лексика, яка існувала так довго, що її витравили». Пізніше він назвав свої коментарі «неосвіченими» та «неправильними, просто відверто дезінформованими». Коли The 1975 отримав нагороду «Найкращий британський гурт» на церемонії вручення премії Brit Awards 2019, Гілі у своїй промові виступив із критикою мізогінії в музичній індустрії, процитувавши статтю журналістки The Guardian Лаури Снейпс. Того ж року Гілі засудив закони Алабами про заборону абортів під час концерту в цьому штаті. У 2020 році він пообіцяв виступати тільки на тих музичних фестивалях, де склад учасників збалансований за статевою ознакою.
Гілі говорив про те, як молоді чоловіки радикально залучаються до антифеміністських спільнот: «Я знаю, що праве крило успішніше залучає молодих людей, ніж ліві, і мені як людині, яка, безумовно, належить до лівого крила, цікаво спостерігати за цим, тому що в лівих, схоже, немає [ідеальної] мужності, тоді як у правих вона дуже, дуже легка». Він зауважив, що в сучасній поп-культурі відомий чоловік — це «такий собі мета-перфоманс про деконструкцію»: «Єдина форма маскулінності, яка прославляється, — це та, яка її деконструює. Отже: в сукні. Я не знаю, що таке бути чоловіком, якщо ти не деконструюєш себе як чоловіка і не прославляєш це»

### Релігія
Гілі не виховувався в релігійній родині і вважає себе атеїстом Він є покровителем Humanists UK, благодійної організації, яка пропагує світський гуманізм, права людини та представляє інтереси нерелігійних людей. У 2014 р. Гілі, який назвав себе «глибоко антирелігійним», написав у Twitter: « ІДІЛ відрізає голови маленьким дівчаткам, а ви хочете оскаржити нерелігійну, гуманістичну точку зору? Я зовсім не розумію цей світ». Коли йому заперечила дев'ятнадцятирічна мусульманка, яка вела акаунт у Twitter на тему Гаррі Стайлза, він сказав, що «обурений тим, що його „просвіщають“ у питаннях релігії за допомогою акаунта фаната Гаррі Стайлза». У 2015 р., відповідаючи на запитання про полеміку, що виникла, Гілі сказав: «Можливо, я не настільки прогресивний, як мені хотілося б. У мені є деякі вроджені структури мислення, за які мені дуже соромно. Я не такий розумний, як хотілося б».

## Публічний імідж

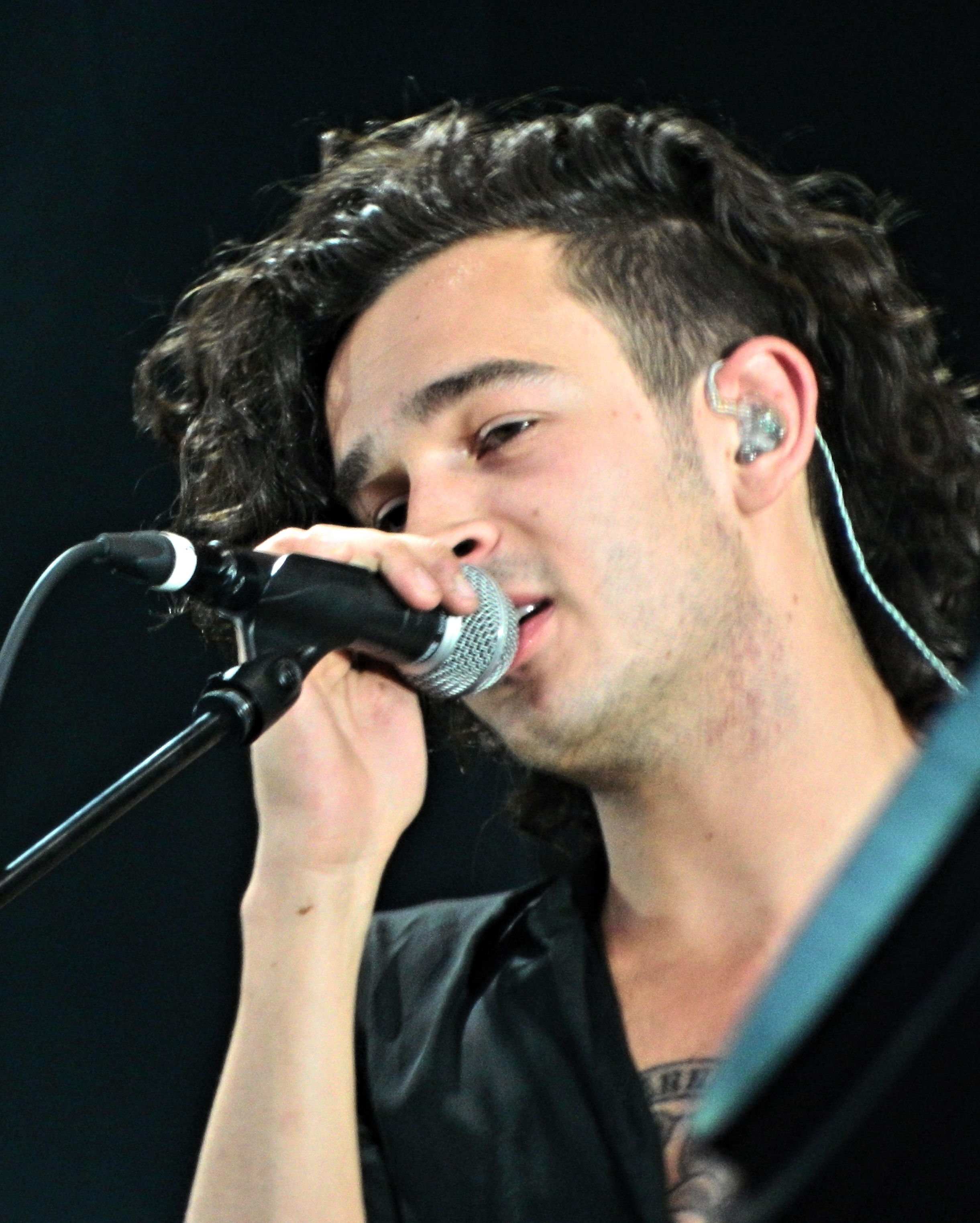
Гілі виступає у Франції у 2014 році

Журнал Rolling Stone назвав Гілі «представником покоління міленіалів», Pitchfork — «жахливим представником поп-року», NPR "хитромудрим «поганим хлопчиком», Slant Magazine . — «експертом-провокатором». The Telegraph назвав його «Джимом Моррісоном для мілленіалів» і «Бобом Діланом, що підвищує кров'яний тиск», а The Times зауважила, що здатність Гілі провокувати аудиторію нагадує Морріссі, незважаючи на те, що він не поділяє його політику.
З початку 2010-х років Гілі став відомий як секс-символ і серцеїд. Stereogum зазначає, що «він активно підміняє роль» своєю ексцентричністю і витівками на сцені. На початку своєї кар'єри Гілі був відомий своїми постійно мінливими зачісками і модою, яка включала носіння його колекції вінтажних сорочок і спідниць під час гастролей. Він описував цей період як кризу ідентичності, а свій стиль як "сексуально збентежений Едвард Руки-ножиці ".
Він здобув репутацію надзвичайно відвертого співрозмовника. Billboard описує досвід інтерв'ю з ним як «дику поїздку… [Його] щире прагнення бути зрозумілим створює відчуття близькості, непорівнянне з тим фактом, що ми тільки познайомилися». Майкл Ханн з The Guardian зауважив, що Гілі «мабуть, жахливий у роботі» з його менеджером і публіцистом, коментуючи: «Він говорить абсолютно все, іноді суперечачи собі від речення до речення. Він вигадує слова […] і він надзвичайно, неймовірно претензійний... Це було одне з тих рідкісних інтерв'ю, які ви із захопленням переписуєте» У 2020 році Гілі заявив, що не має наміру більше давати інтерв'ю, а у 2023 році розмірковував про це: «Думаю, я дійшов до того моменту, коли вже не знав, наскільки сильно хочу уточнити свої висловлювання».

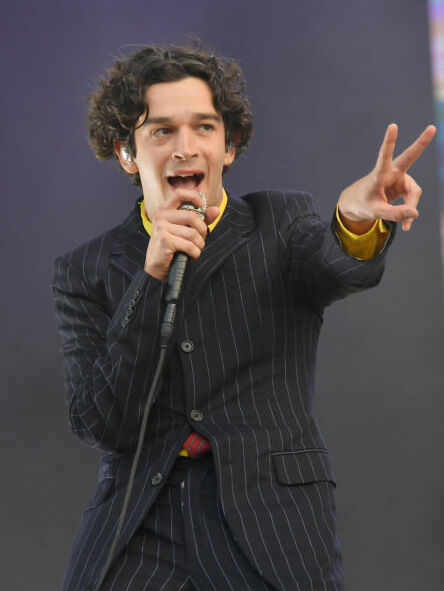
Гілі виступає в США в 2019 році

Газета Times назвала Гілі «першим і останнім великим фронтменом епохи соціальних мереж». Вперше він використав онлайн-псевдонім Трумен Блек у підлітковому віці, щоб шанувальники його батьків не зв'язувалися з ним на Facebook, а пізніше використовував його як свій псевдонім у своїх публічних акаунтах у соціальних мережах у Twitter, Instagram і Tumblr.
У 2020 р. Гілі деактивував свій акаунт у Twitter, оскільки більше не хотів брати участь у «культурній війні» і хотів більш виважено підходити до своїх публічних заяв. Після вбивства Джорджа Флойда у 2020 році Гілі написав у Твіттері: «Якщо ви справді вірите, що „ВСІ ЖИТТЯ МАЮТЬ ЗНАЧЕННЯ“, вам потрібно припинити сприяти знищенню темношкірих», і опублікував посилання на YouTube на пісню протесту The 1975 " Love It If We Made It ". У зв'язку з критикою в Інтернеті, що його твіт був саморекламою, Гілі вибачився і деактивував свій акаунт. Пізніше він згадував: "Моя реакція в кімнаті на все це «твіттерне» лайно була такою: «Та пішли ви! Ви ж знаєте, що я не використовую це як можливість монетизувати ті півпенса, які мені платять за грьобаний перегляд на YouTube». Я кажу: «Ось дещо, про що я справді думав», і все, що ви просили протягом чотирьох днів, це «Скажи що-небудь про це!». Тому я сказав: «Ось що я думаю».
У січні 2023 р. відео, на якому Гілі виконує пісню гурту «Love It If We Made It», стало вірусним. Під час слів «Дякую, Каньє, дуже круто», яка є прямою цитатою з твіту Дональда Трампа, Гілі марширував на місці та підняв ліву руку, що спричинило дискусію в Інтернеті щодо того, чи був цей жест нацистським привітання. У листопаді 2022 р. Гілі засудив нещодавні антисемітські висловлювання Веста, заявивши, що "горе та «проблеми з психічним здоров'ям» не виправдовують їх .
У лютому 2023 р. Гілі з'явився в лівому іронічному подкасті «Шоу Адама Фрідленда» Він погодився бути гостем частково для того, щоб спровокувати реакцію своїх шанувальників. Під час епізоду він сміявся, коли співведучі Фрідланд і Нік Маллен жартували над можливим походженням сценічного імені Айс Спайс, називаючи її «інуїтською спайс-герл», і використовував китайський і гавайський акценти Пізніше ці коментарі були широко і помилково приписані Гілі. Гілі також пожартував, що дивиться в Інтернеті порнографію, в якій чорношкірі жінки «піддаються жорстокому поводженню». У наступному епізоді подкасту Фрідланд сказав, що згадав «Ghetto Gaggers», тому що йому здалася кумедною алітерація в назві, і він «навіть не знав, чи дивиться це [Гілі]».
На початку квітня 2023 р. Гілі деактивував свій акаунт в Instagram, заявивши під час концерту в Аделаїді: «Епоха, коли я був довбаним засранцем, добігає кінця… Я більше не можу виступати поза сценою». На концерті в Окленді того ж місяця Гілі заявив, що його жарт був «неправильно витлумачений», і вибачився перед Айс Спайс: «Я не хочу, щоб мене сприймали як злостивця… Мені щиро шкода, якщо я її засмутив, тому що я до біса люблю її».

## Особисте життя
Гілі проживає на північному заході Лондона, у нього є собака породи кане корсо, названа на честь норвезького блек-метал-гурту Mayhem. У 2013 році Гілі пов'язували романтичні стосунки з американською співачкою Голсі . У період із 2015 до 2019 року Гілі перебував у стосунках з австралійською моделлю Габріеллою Брукс. З початку 2020 до 2022 року Гілі перебував у стосунках з англійською співачкою FKA Twigs .
З вересня 2023 року у відносинах з моделлю та співачкою Gabbriette. В червні 2024 року оголосили про заручини.  

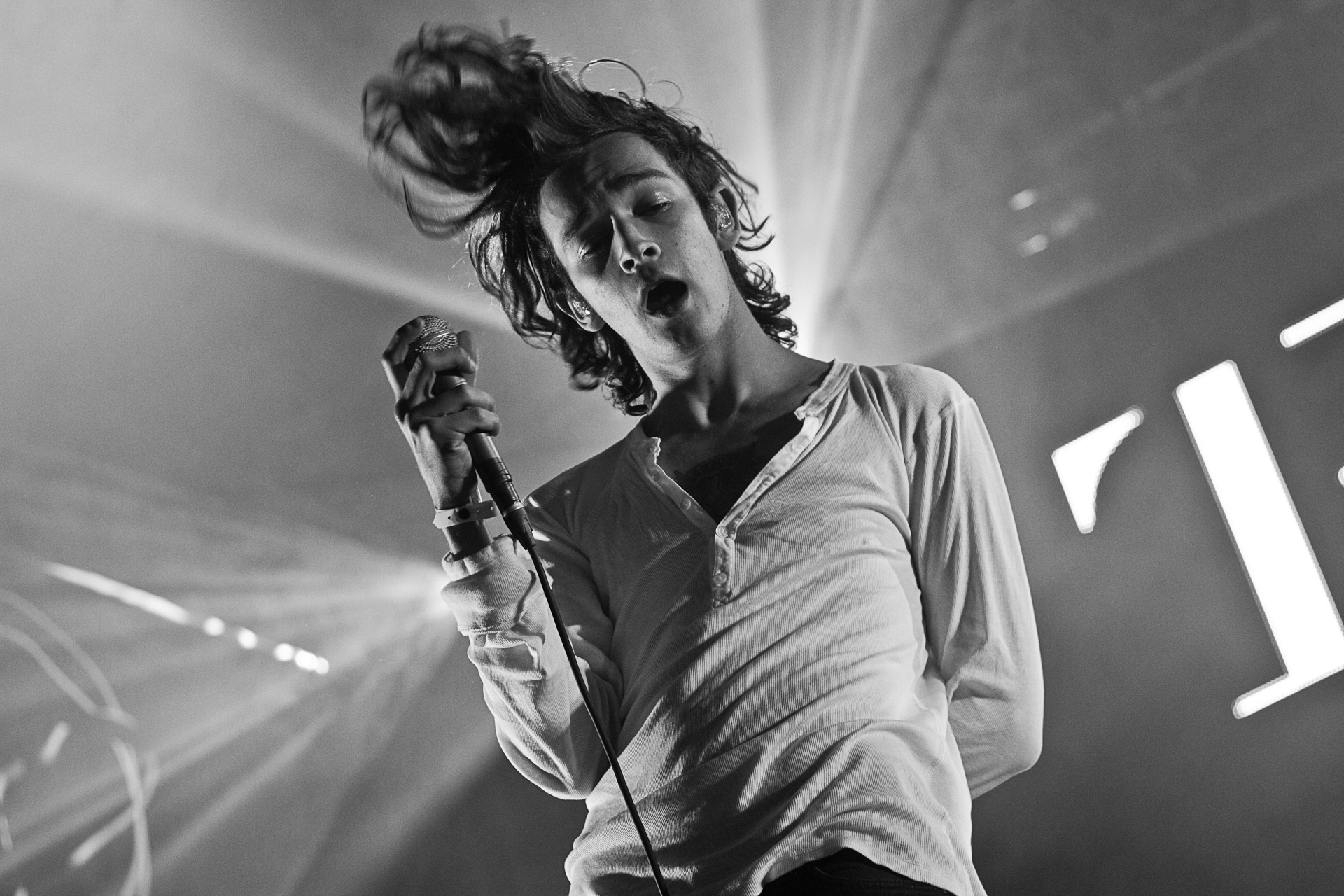
Гілі виступає у Німеччині у 2014 році

Гілі вважає себе гетеросексуальним і каже, що його не приваблюють чоловіки в «плотському, сексуальному сенсі». Гілі був «бандитським і жінкоподібним» підлітком, і його приваблювали Джордж Майкл, Прінс і Майкл Джексон, а не традиційні зразки мужності. Батьки Гілі працювали у творчих професіях, і «люди, до яких я прагнув, виявилися геями»: «Напевно, було б логічніше, якби я був геєм або бі. Але це просто моє походження. Сподіваюся, я ніколи не буду цим користуватися… Думка про те, щоб зробити себе цікавішим для цис, білих і натуралів шляхом зарахування себе до цієї культури, змушує мене здригнутися».
Гілі був клінічно діагностований СДУГ і переніс операцію LASIK. В інтерв'ю 2022 р. він згадував про те, що проходить курс терапії, і говорив про травму, отриману від «деяких ранніх сексуальних переживань, з якими в міру дорослішання йому було дуже важко впоратися». Гілі — героїновий наркоман, який одужує, у нього також були проблеми зі зловживанням кокаїном і бензодіазепінами . Наприкінці 2017 року він провів сім тижнів у стаціонарній клініці реабілітації наркозалежних на Барбадосі після втручання його колег по групі. Він відкрито говорив про своє вживання наркотиків: «Я не хочу фетишизувати це, тому що це дійсно нудно і дуже небезпечно. Думка про те, що я можу бути для молоді тим, ким були для мене такі люди як Берроуз, коли я був підлітком, змушує мене почуватися погано» . Станом на 2022 рік Гілі все ще курить марихуану .

## Дискографія

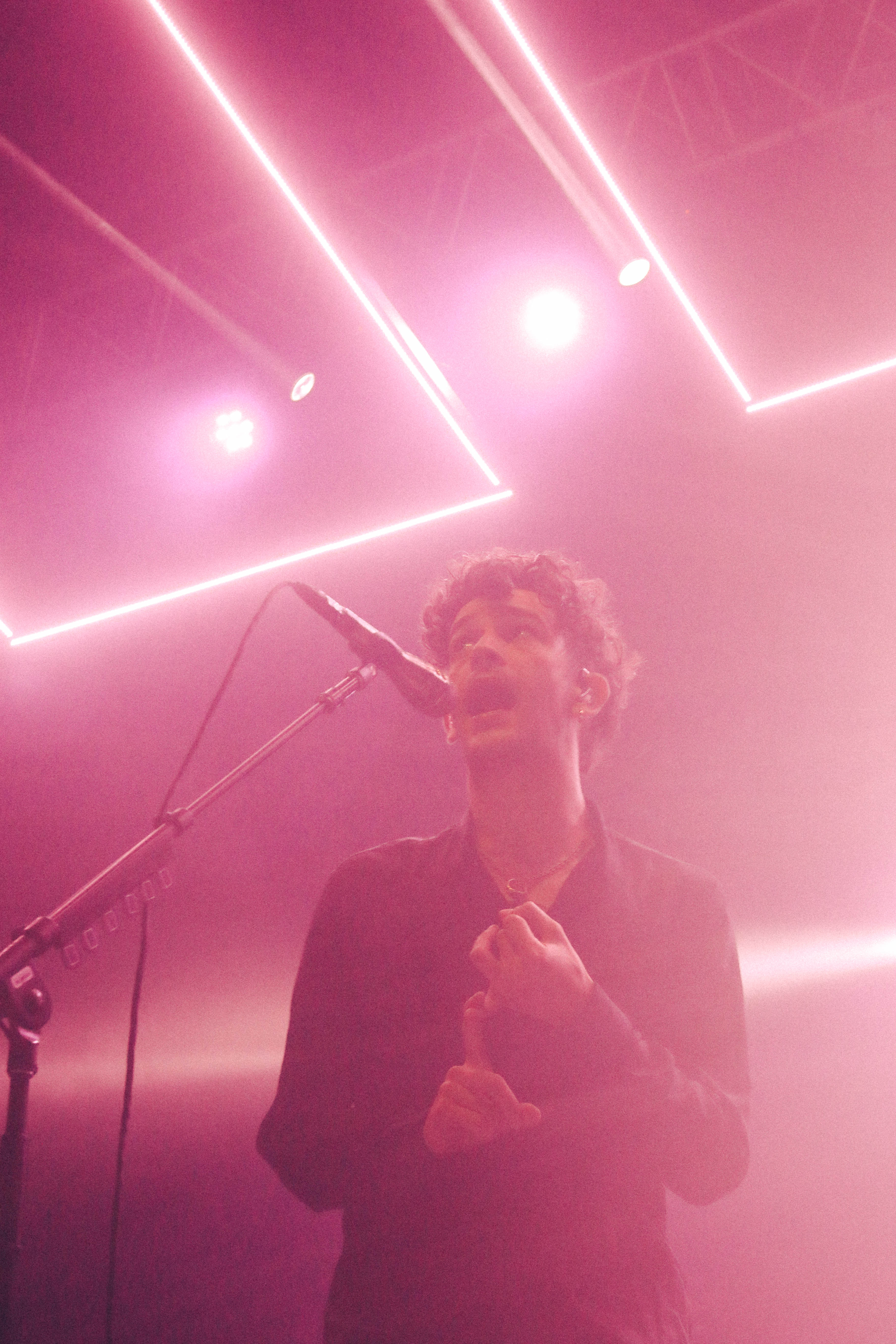
Гілі виступає в Аргентині в 2017 році

### The 1975

#### Мініальбоми
- Facedown[en] (2012)
- Sex[en] (2012)
- Music for Cars[en] (2013)
- IV[en] (2013)

#### Студійні альбоми
- The 1975[en] (2013)
- I Like It When You Sleep, for You Are So Beautiful yet So Unaware of It[en] (2016)
- A Brief Inquiry into Online Relationships[en] (2018)
- Notes on a Conditional Form[en] (2020)
- Being Funny in a Foreign Language[en] (2022)

### Сольна творчість
- 2015 — The Japanese House — Pools to Bathe In EP (співпродюсер)
- 2015 — The Japanese House — Clean EP (співпродюсер)
- 2017 — The Japanese House — Saw You in a Dream EP (співпродюсер)
- 2018 — Pale Waves — My Mind Makes Noises (співкомпозитор і співпродюсер «Television Romance» та «There's a Honey»)
- 2018 — No Rome — RIP Indo Hisashi EP (співпродюсер, вокал для «Narcissist»)[257]
- 2019 — No Rome — Crying in the Prettiest Places EP (співпродюсер)
- 2021 — Beabadoobee — Our Extended Play EP (співпродюсер)
- 2021 — Holly Humberstone[en] — «Please Don't Leave Just Yet» (співкомпозитор, співпродюсер)[258]
- 2021 — No Rome — " Spinning " (вокал, співкомпозитор, співпродюсер)[259]
- 2022 — FKA Twigs — " Pamplemousse " (додатковий вокал)
- 2022 — Holly Humberstone[en] — «Sleep Tight» (співкомпозитор)
- 2022 — Beabadoobee — Beatopia (співкомпозитор для «Pictures of Us» і «You're Here That's the Thing», вокал, гітара)[260]
- 2023 — The Japanese House — " Sunshine Baby " (бек-вокал)[261]
- 2023 — The Japanese House — «Boyhood» (гітара, додаткові барабани)

## Відеографія
- 2017 — Музичне відео «Television Romance» — режисер[262]
- 2018 — Музичне відео «Ashleigh» — співрежисер[263]
- 2019 — Музичне відео «Fril State of Mind» — співрежисер[264]
- 2022 — Музичне відео «I'm In Love With You» — креативний директор, сценарист[265]
- 2022 — Музичне відео «Happiness» — креативний директор[266]

## Тури
- The 1975 Tour (2013—2015)
- I Like It When You Sleep Tour (2016—2017)
- Music for Cars Tour[en] (2018—2020)
- At Their Very Best[en] (2022—2023, також сценарист і режисер)
- Still... At Their Very Best[en] (2023—2024, також сценарист і режисер)

## Нагороди
Серед нагород Глі — чотири премії Brit Awards і дві нагороди Айвора Новелло, зокрема "Автор пісні року. Також, його двічі номінували на премію Мерк'юрі і премію Греммі.